# AGS・JH23
AGS・JH23は、AGSチームが1988年のF1世界選手権用に製作したフォーミュラ1カー。JH23は短命だったJH27を除くと、クリスチャン・バンダープレインがAGSのために設計した最後のマシンとなった。1989年序盤戦もJH23Bとして投入された。最高成績は6位。
ドライバーはF2、国際F3000で同チームから参戦していたフィリップ・ストレイフを起用したが、ストレイフは1989年3月にJH23Bでテスト中に大事故を起こし、選手生命を絶たれた。

## 開発
JH23は前年型JH22の後継型として開発された。JH22とは対照的にシンプルでコンパクトな設計で出来ている特長を持つ。エンジンは引き続きコスワースDFZを搭載。タイヤはグッドイヤーを装着。シーズン前にはMGN製作のW型12気筒エンジン搭載の噂が流れるが、結局実現はしなかった。
クリスチャン・バンダープレインは1988年の秋にJH23の設計を始めた。1989年初めに最初の車が彼の指揮下完成した。バンダープレインは1988年8月までチームに留まり、その後彼は30年来活動を共にしたメカニック達とイタリアのコローニに移籍した。彼の後はマルティニからのクリストフ・コケと、リジェをJS31の失敗により放出されたクロード・ギャロパンを獲得し引き継いだ。
JH23は時代遅れのルノー製モノコックから開発されたJH21CやJH22から決別し、新たな車として設計された。モノコック、サスペンション、トラスミッションは完全に再設計され、現代的なデザインとなった。いくつかのソースは、バンダープレインがJH23から一切の部品を流用しないとしている。しかしながら別のソースではリアアップライトはルノー・RE60の物だとしている。
JH23はミナルディ・M188よりも短い2,680mmのホイールベースで最小の車であったが、車重が重く、シーズン開始時で25kgも重かった。
空力デザインも再設計され、それは効果的な物であった。エアスクープを持たないJH23は非常に車高が低く、ロールバーはエンジンカバーを超えて突き出していた。ロールバーは後に問題があったことが証明される。それは金属パイプで造られ直接モノコックに接続されておらず、むしろ単に溶接されただけであった。その形式は弾力性を削減するものであった。フィリップ・ストレイフが1989年3月のリオデジャネイロでのテストにおける事故で重傷を負ったように、ロールバーは車が反転した際にストレイフの頭部を安全に保護することができなかった。
JH23は1988年にコスワースDFZを搭載した。1989年にチームはより強力なDFRを搭載した。どちらもスイスのハイニー・マーダーがチューンを担当した。
ストレイフによれば、JH23は開発の可能性を持っていたという。ハンドリングはJH22よりも良好であったが、非常に限られた予算のため、開発は僅かしか行われなかった。新しいリアウィングやフロントウィング、フロアーが導入されたが、シーズン中根本的な構造変化は行われなかった。
JH23は1988年に3台のシャシー（034、035、036）を製作した。034は最初の3戦で使用され、035はメキシコGPとベルギーGP、036は最後の5戦で使用された。1台はストレイフの事故で破壊され、残りの2台は1989年の夏まで使用された。

## レース戦績

### 1988
フル参戦2年目のフランスの小チームにとって、JH23は良い車であることが判明した。1台体制で臨んだこのシーズン、16戦全てで予選を通過し、第5戦カナダGPで予選10位を記録、決勝では41周目にサスペンショントラブルでリタイアするまで一時的に4位を走行した。しかしながら信頼性不足でリタイヤが多く、資金難でマシン開発が進まないという相変わらずの状況で、シーズン後半以降から徐々に後方に沈み、ポイント獲得まで至らなかった。ストレイフは6戦で完走を果たし、最高位は日本GPでの8位である。

### 1989

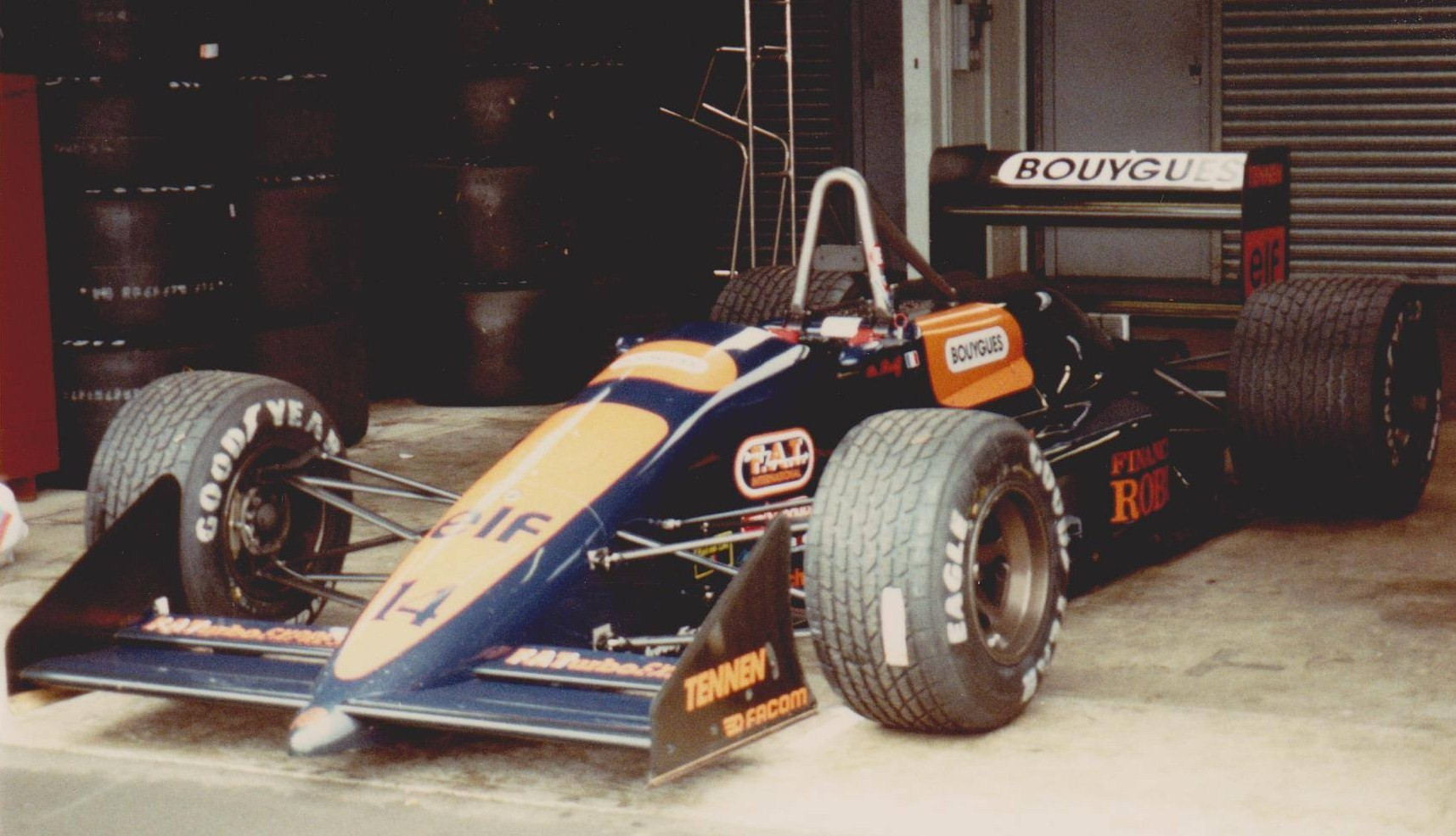
AGS・JH23、1989年のシルバーストーンで

1989年シーズンも改良型のJH23Bが開幕戦から第7戦まで使用された。エンジンはコスワースDFZの改良型であるコスワースDFRを搭載した。ドライバーはストレイフと契約更新し、セカンドシートにルーキーのヨアヒム・ヴィンケルホックが起用され、2台体制に拡充された。しかしシーズン開幕前のブラジル・テストにてストレイフが大クラッシュ。脊髄の負傷により長期加療が必要となったため（結果的にそのまま引退）、第2戦から後任としてガブリエル・タルキーニを起用。第4戦メキシコGPではタルキーニがAGSにとって2年振りとなる6位入賞を果たす。予備予選を通過することが出来なかったヴィンケルホックは後半戦でヤニック・ダルマスと交代したが、ダルマスも予備予選を通過することはできなかった。
第8戦以降からAGS・JH24が投入された。

## F1における全成績
(key) （太字はポールポジション）
| 年     | シャシー | エンジン          | タイヤ | No. | ドライバー       | 1    | 2    | 3    | 4    | 5    | 6    | 7    | 8    | 9    | 10   | 11  | 12  | 13  | 14  | 15  | 16  | ポイント | 順位 |
| ------ | -------- | ----------------- | ------ | --- | ---------------- | ---- | ---- | ---- | ---- | ---- | ---- | ---- | ---- | ---- | ---- | --- | --- | --- | --- | --- | --- | -------- | ---- |
| 1988年 | JH23     | コスワース DFZ V8 | G      |     |                  | BRA  | SMR  | MON  | MEX  | CAN  | DET  | FRA  | GBR  | GER  | HUN  | BEL | ITA | POR | ESP | JPN | AUS | 0        | NC   |
| 1988年 | JH23     | コスワース DFZ V8 | G      | 14  | ストレイフ       | Ret  | 10   | Ret  | 12   | Ret  | Ret  | Ret  | Ret  | Ret  | Ret  | 10  | Ret | 9   | Ret | 8   | 11  | 0        | NC   |
| 1989年 | JH23B    | コスワース DFR V8 | G      |     |                  | BRA  | SMR  | MON  | MEX  | USA  | CAN  | FRA  | GBR  | GER  | HUN  | BEL | ITA | POR | ESP | JPN | AUS | 1        | 15位 |
| 1989年 | JH23B    | コスワース DFR V8 | G      | 40  | ストレイフ       | WD   |      |      |      |      |      |      |      |      |      |     |     |     |     |     |     | 1        | 15位 |
| 1989年 | JH23B    | コスワース DFR V8 | G      | 40  | タルキーニ       |      | 8    | Ret  | 6    | 7    | Ret  | Ret  |      | DNPQ |      |     |     |     |     |     |     | 1        | 15位 |
| 1989年 | JH23B    | コスワース DFR V8 | G      | 41  | ヴィンケルホック | DNPQ | DNPQ | DNPQ | DNPQ | DNPQ | DNPQ | DNPQ |      |      |      |     |     |     |     |     |     | 1        | 15位 |
| 1989年 | JH23B    | コスワース DFR V8 | G      | 41  | ダルマス         |      |      |      |      |      |      |      | DNPQ | DNPQ | DNPQ |     |     |     |     |     |     | 1        | 15位 |

## その後
JH23は3台が製作され、2台はAGSが保有する。もう1台はフランス、イル＝エ＝ヴィレーヌ県ロエアックのマノワール・ドゥ・ロトモビルに展示されている。

## 参照
1. ↑  AGS JH23 A-Z of Racing Cars
2. ↑  Hodges: Rennwagen von A-Z nach 1945, S. 9.
3. ↑  Motorsport aktuell, Heft 14/1988, S. 28.
4. 1 2 3  Hodges: A-Z of Grand Prix Cars 1906-2001, S. 8.
5. 1 2  Auto Course 1988/89, S. 58.
6. ↑  Cimarosti: Das Jahrhundert des Rennsports, S. 392.
7. ↑  ストレイフは1988年10月に、チームの予算は2万スイスフランのみであったと語っている。参照：Motorsport News, No. 43/1988, p 27th
8. ↑  チームの開発能力が限られていたことが、1988年夏にバンダープレインが移籍を決心した理由であった。Motorsport Aktuell, No. 40/1988, p. 9
9. ↑  Z.B. anlässlich des Großen Preises von Monaco 1988: Auto Course 1988/89, S. 79.
10. ↑  Beim Großen Preis von Mexiko 1988: Auto Course 1988/89, S. 87.
11. ↑  Auto Course 188/89, S. 37.
12. ↑  “AGS F1 chassis locations”.   F1 Cars Today. 2008年4月10日閲覧。